# Antichloris scudderii
Antichloris scudderii là một loài bướm đêm thuộc phân họ Arctiinae, họ Erebidae.